# آندریاس بیلاو
آندریاس بیلاو (به آلمانی: Andreas Bielau) بازیکن فوتبال و هافبک اهل آلمان شرقی بود که از سال ۱۹۸۱ میلادی عضو تیم ملی فوتبال آلمان شرقی بوده‌است. وی در ۹ بازی ملی حضور داشته و در بازی‌های ملی‌اش گلی به ثمر نرساند. آندریاس بیلاو آخرین بازی ملی خود را در سال ۱۹۸۵ میلادی انجام داد.